# Richard Fairhurst
Richard Fairhurst (* 1975) ist ein britischer Jazz-Pianist und Komponist.
Fairhurst begann – inspiriert von Oscar Peterson, den er am Radio hörte – erst mit fünfzehn Jahren mit dem Klavierspiel. Nach seiner Schulzeit und diversen Auszeichnungen erhielt er ein Stipendium, um Improvisation der New School University in Manhattan studieren zu können. Nach seiner Rückkehr nach England gründete er mit dem Saxophonisten Iain Ballamy die Formation The Hungry Ants. Das gleichnamige Album erschien auf dem Label Babel Records, als Fairhurst gerade 19 Jahre alt war. Er spielte dann mit seiner Band in Londoner Clubs wie dem Club 606 und dem Vortex, schließlich eine Woche im Ronnie Scott’s Jazz Club.
Im Jahr 2000 trat er als Solist auf dem Montreux Jazz Festival auf; 2004 erhielt er einen Kompositionsauftrag für das Cheltenham Jazz Festival und formierte ein neues Sextett, dem u. a. der Trompeter Dave Priseman und die Saxophonisten James Allsop und Rob Townsend angehörten. Das 2004 entstandene Album Standing Tall enthält eine Reihe von Eigenkompositionen Fairhursts, wie Empty Corridors, The Bright Side und The Rare Sound of Compromise.
Fairhurst unterrichtet an der Royal Academy of Music und arbeitet im Trio mit dem dänischen Bassisten Jasper Hoiby und dem US-amerikanischen Schlagzeuger Chris Vataloro.

## Diskographische Hinweise
- Hungry Ants (Babel, 1995) mit Iain Ballamy, Osian Robert, Steve Watts, Tim Giles
- Formic (Babel, 1998) mit Rob Townsend, Tim Harries, Tim Giles
- Myrmidons (Babel, 2002) mit Rob Townsend, Tim Harries, Tim Giles, Stuart Hall
- Standing Tall (Babel, 2004) mit Dave Priseman, James Allsop, Rob Townsend, Dave Whitford, Tim Giles
- Mesmer (Babel, 2005) Duo mit Tom Arthurs
- Triptych (Babel, 2010)
- Tom Arthurs and Richard Fairhurst: Postcards from Pushkin (Babel, 2012)
- Richard Fairhurst and John Taylor ‘Duets’ (Basho, 2015)
- Inside Out (Ubuntu Music, 2024)